# Mountainbike-Marathon-Weltmeisterschaften 2015
Die UCI-Mountainbike-Marathon-Weltmeisterschaften 2015 fanden am 28. Juni im italienischen Wolkenstein in Gröden statt. 

## Männer
| Platz | Land | Athlet               | Zeit           |
| ----- | ---- | -------------------- | -------------- |
| 1     | AUT  | Alban Lakata         | 4:24:46,0 Std. |
| 2     | SUI  | Christoph Sauser     | + 2:07 min     |
| 3     | COL  | Héctor Leonardo Páez | + 2:15 min     |
| 4     | GRE  | Periklis Ilias       | + 4:33 min     |
| 5     | ITA  | Damiano Ferraro      | + 4:54 min     |
| 6     | GER  | Marcus Kaufmann      | + 5:08 min     |
| 7     | ITA  | Samuele Porro        | + 6:40 min     |
| 8     | BEL  | Roel Paulissen       | + 7:27 min     |
| 9     | SUI  | Lukas Buchli         | + 9:42 min     |
| 10    | CZE  | Kristián Hynek       | + 12:20 min    |

## Frauen
| Platz | Land | Athletin               | Zeit           |
| ----- | ---- | ---------------------- | -------------- |
| 1     | NOR  | Gunn-Rita Dahle Flesjå | 3:34:13,6 Std. |
| 2     | DEN  | Annika Langvad         | + 3:18 min     |
| 3     | GER  | Sabine Spitz           | + 9:30 min     |
| 4     | SUI  | Ariane Kleinhans       | + 11:14 min    |
| 5     | GBR  | Sally Bigham           | + 11:43 min    |
| 6     | UKR  | Jana Bełomojina        | + 17:44 min    |
| 7     | SUI  | Esther Süss            | + 18:20 min    |
| 8     | AUT  | Christina Kollmann     | + 19:20 min    |
| 9     | USA  | Lea Davison            | + 21:44 min    |
| 10    | ITA  | Daniela Veronesi       | + 23:00 min    |